# Augusto Ferreyros
Augusto Ferreyros (1924-2007) est un ancien joueur péruvien de basket-ball.